# Hedypathes betulinus
Hedypathes betulinus är en skalbaggsart som först beskrevs av Johann Christoph Friedrich Klug 1825.  Hedypathes betulinus ingår i släktet Hedypathes och familjen långhorningar.
Artens utbredningsområde är Paraguay. Inga underarter finns listade i Catalogue of Life.